# Val Gallinera
La Val Gallinera è una valle alpina del gruppo dell'Adamello, sussidiaria della Val Rabbia, a sua volta tributaria laterale orientale della Val Camonica.
Si trova nei comuni di Sonico ed Edolo, si congiunge alla Val Rabbia a quota 1090 m s.l.m., ed ha la sua testata presso la cima dei laghi gelati, 3254 m s.l.m.
Il Passo di Gallinera (2319 m.s.l.m.) mette in comunicazione la Val Gallinera con la Val Paghera (Vezza d'Oglio). Presso il passo è situato il Bivacco Valerio Festa.
Tra i suoi versanti settentrionali compresi tra la Punta Adami e la Roccia Baitone sono raccolti quattro piccoli ghiacciai che alimentano con le loro acque di fusione il torrente Rabbia.